# Хайполюксо (Флорида)
Хайполюксо (англ. Hypoluxo) — муниципалитет, расположенный в округе Палм-Бич (штат Флорида, США) с населением в 2015 человек по статистическим данным переписи 2000 года.

## География
По данным Бюро переписи населения США муниципалитет Хайполюксо имеет общую площадь в 2,07 квадратного километра, из которых 1,55 кв. километра занимает земля и 0,52 кв. километра — вода. Площадь водных ресурсов округа составляет 25,12 % от всей его площади.
Муниципалитет Хайполюксо расположен на высоте 2 м над уровнем моря.

## Демография
По данным переписи населения 2000 года в Хайполюксо проживало 2015 человек, 549 семей, насчитывалось 1112 домашних хозяйств и 1606 жилых домов. Средняя плотность населения составляла около 973,43 человека на один квадратный километр. Расовый состав населённого пункта распределился следующим образом: 90,62 % белых, 4,22 % — чёрных или афроамериканцев, 0,10 % — коренных американцев, 1,74 % — азиатов, 2,33 % — представителей смешанных рас, 0,99 % — других народностей. Испаноговорящие составили 4,57 % от всех жителей.
Из 1112 домашних хозяйств в 9,8 % воспитывали детей в возрасте до 18 лет, 41,7 % представляли собой совместно проживающие супружеские пары, в 5,7 % семей женщины проживали без мужей, 50,6 % не имели семей. 39,0 % от общего числа семей на момент переписи жили самостоятельно, при этом 11,5 % составили одинокие пожилые люди в возрасте 65 лет и старше. Средний размер домашнего хозяйства составил 1,81 человека, а средний размер семьи — 2,33 человека.
Население муниципалитета по возрастному диапазону по данным переписи 2000 года распределилось следующим образом: 8,8 % — жители младше 18 лет, 4,8 % — между 18 и 24 годами, 30,3 % — от 25 до 44 лет, 30,6 % — от 45 до 64 лет и 25,6 % — в возрасте 65 лет и старше. Средний возраст жителей составил 49 лет. На каждые 100 женщин в Хайполюксо приходилось 96,0 мужчины, при этом на каждые сто женщин 18 лет и старше приходилось 92,0 мужчины также старше 18 лет.
Средний доход на одно домашнее хозяйство составил 50 284 доллара США, а средний доход на одну семью — 64 375 долларов. При этом мужчины имели средний доход в 50 431 доллар США в год против 32 647 долларов среднегодового дохода у женщин. Доход на душу населения составил 50 284 доллара в год. 8,6 % от всего числа семей в населённом пункте и 7,1 % от всей численности населения находилось на момент переписи населения за чертой бедности, при этом 10,5 % из них были моложе 18 лет и 5,5 % — в возрасте 65 лет и старше.